# 2009 a légi közlekedésben
Ez a lista a 2009-es év légi közlekedéssel kapcsolatos eseményeit tartalmazza:

## Események

### január

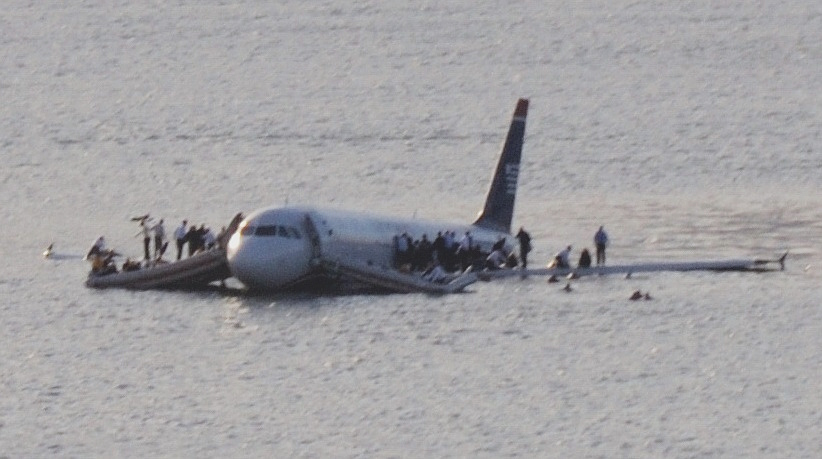
Az utasok elhagyják az US Airways vízre szállt Airbus A320-asát

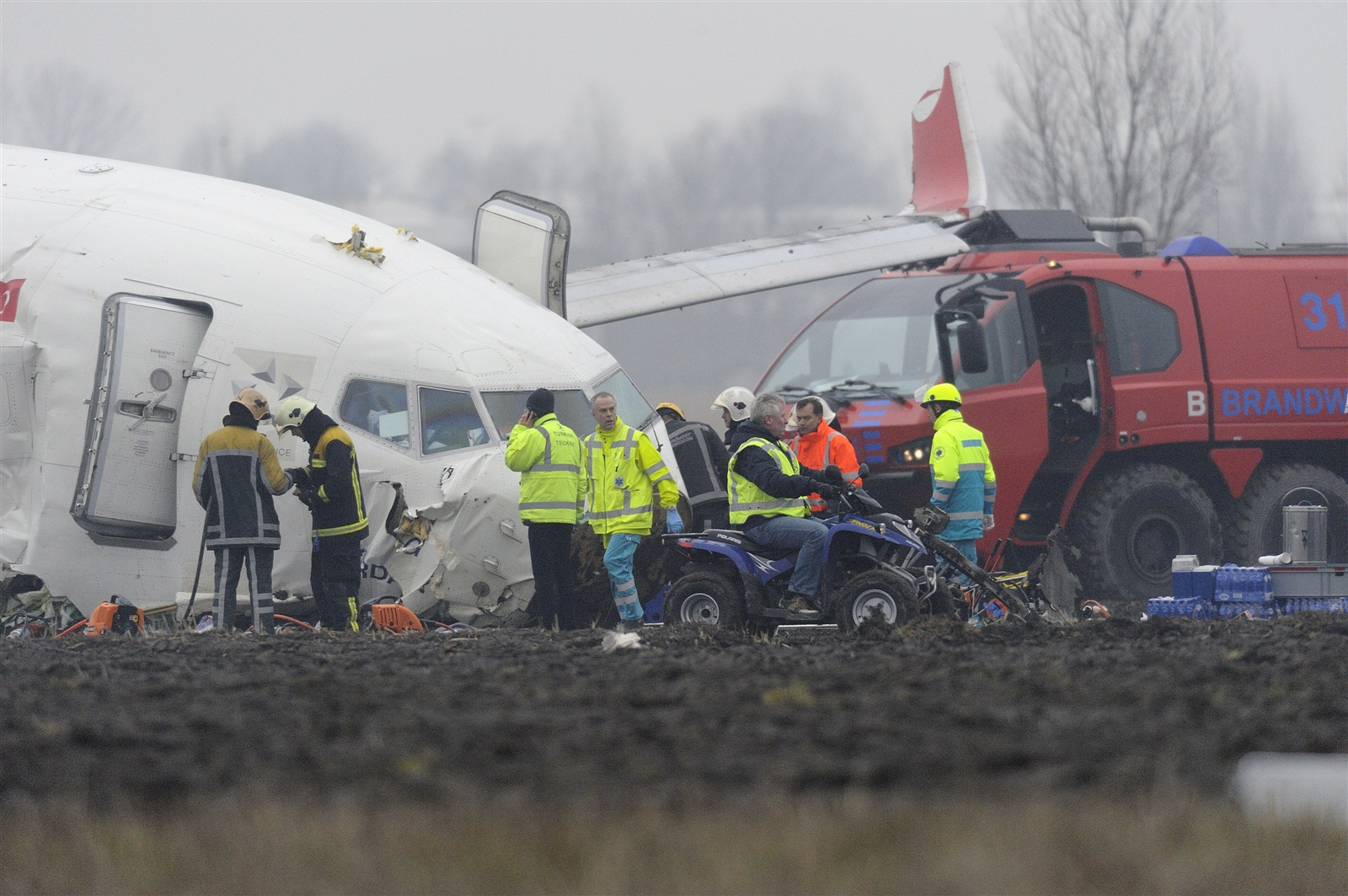
A Turkish Airlines szerencsétlenül járt Boeing 737-ese

- január 15. – New Yorkban a Hudson folyóra szállt le a US Airways 1549-es, New York-Charlotte járatát repülő Airbus A320-asa. A repülőgép madarakkal ütközött a felszállás után közvetlenül, emiatt leálltak a hajtóművei. A 150 utas és az ötfős személyzet közül csak egy utas sérült meg.[1][2]
- január 20. – Összeütközött a Spanyol Légierő egy-egy Mirage F1M és BM repülőgépe, a három pilóta életét vesztette.[3]
- január 31. – Bagramban hasra száll az USAF egy C–17-ese, senki nem sérül meg.

### február
- február 2. – Kivonják a szolgálatból az amerikai haditengerészet az utolsó S–3 Viking tengeralattjáró elhárító repülőgépeit is.[4]
- február 10. – Budapesten, a Lágymányosi hídnál a Dunába zuhan a HA–MIX lajstromjelű, Robinson R44 típusú könnyű helikopter. A fedélzetén tartózkodók közül egy utas életét veszti.
- február 12. – Lakóházra zuhan a New York állambeli Buffalo város repülőterének közelében a Continental Airlines 3407-es járatát repülő Dash 8 Q400 utasszállító gépe 48 fővel a fedélzetén; a katasztrófát senki sem éli túl.[5]
- február 13. – Összecsuklott az orrfutója leszállás közben a British Airways Avro RJ100 típusú repülőgépének a London-City repülőtéren. A balesetben 2 utas könnyebben megsérült.[6]
- február 18. – A skót partoktól nem messze az Északi-tengerbe zuhant egy Eurocopter Super Puma típusú helikopter. A helikopter személyzetét és utasait kimentették. A baleset oka ismeretlen.[7]
- február 20. – Öten meghalnak, amikor felszállás közben kigyullad egy ukrán teherszállító repülőgép Egyiptomban, Luxor közelében.[8]
- február 25. – Amszterdamban leszállás közben a kifutópálya elérése előtt a földnek csapódott és több darabra tört a Turkish Airlines Boeing 737-800-as repülőgépe (járatszám: TK1951), a 135 utasból kilencen életüket vesztették.[9] A baleset oka valószínűleg a tolóerő-automata hibás működése volt, a repülőgép hajtóművei 600 méteres magasságon alapjáratra álltak, mert a hibás rádió-magasságmérő már a földet érést jelezte, a pilóták, akik közül az egyik még kiképzés alatt állt (egy oktatókapitány társaságában), ezt késve vették észre.[10]
- február 28. – A reggeli órákban lezuhant a Lengyel Légierő egyik Mi–24-es harci helikoptere, a fedélzeti lövész meghalt, két másik személy megsérült. A géppel az afganisztáni misszióra készültek.[11]

### március
- március 9. – Antonov típusú teherszállító repülőgép zuhant a Viktória-tóba. Szemtanúk arról számoltak be, hogy a gép lezuhanása előtt kigyulladt. A balesetben tízen vesztették életüket.[12]
- március 19. este – Katonai repülőgép (Beechcraft) gyakorló repülés közben – feltételezhetően a sűrű köd miatt – lakóépületnek repült Ecuadorban. A balesetben a 3 fős személyzeten kívül 3 civil meghalt, 2 pedig megsérültek.[13]
- március 22. – Egylégcsavaros kisrepülőgép (Pilatus PC–12) zuhant le az Egyesült Államokban a Bert Mooney Repülőtér kifutópályájától mindössze 150 méterre, egy temető területére. A balesetben a repülőgépen mindenki meghalt, összesen 17-en vesztették életüket, többségében gyerekek, aki sítáborba tartottak a géppel.[14]
- március 23. – Leszállás közben, erős szélben a tokiói Narita nemzetközi repülőtéren a kifutópályának csapódott és kigyulladt a FedEx MD–11F teherszállító repülőgépe, a két pilóta meghalt.[15]
- március 25. – Az Edwards légibázistól 35 mérföldre északkeletre lezuhant a helyi 411. berepülőszázad egyik F–22-ese,[16] David Cooley berepülőpilóta meghalt.[17] A baleset oka berepülésen az előírt manőver végrehajtása közben a pilóta nagy túlterhelés hatására bekövetkező eszméletvesztéshez közeli állapotba kerülése volt, emiatt a repülőgép a földnek ütközött, és a pilóta a katapultálást túl későn kezdte meg.[18]
- március 31. – Helyi idő szerint 16.45-kor a lengyelországi Gdynia melletti Babie Doły katonai repülőtéren a földbe csapódik a Lengyel Haditengerészet 1007-es oldalszámú An–28-as szállító repülőgépe. A fedélzeten tartózkodó négy fő életét veszti.[19]

### április
- április 6. – Lezuhant az Indonéz Légierő Fokker F27 típusú szállító repülőgépe, amely a jávai Bandung közelében levő légibázisra szállt volna le, kiképzésről hazatérve. A gép ismeretlen okokból az egyik hangárnak csapódott, majd kigyulladva lezuhant. Az oltási és mentési munkálatokban 17 halottat találtak meg a fedélzeten tartózkodó 24 főből, túlélőkre nem számítanak. Az elmúlt 5 hét alatt ez volt a 4. légibaleset Indonéziában, noha 2008-ban külön jogszabályban szabályozták, szigorították a légi közlekedés biztonságát.[20]
- április 26. – Első felszállása előtt az Amur menti Komszomolszkban lesodródott a futópályáról és megsemmisült a Szu–35 harmadik prototípusa. A pilóta, Jevgenyij Frolov, sikeresen katapultált.[21]
- április 30. – India Rádzsasztán államában lezuhant az Indiai Légierő egy Szu–30MKI repülőgépe, a személyzet egyik tagja életét vesztette.[22]

### május
- május 3. – 18 fővel a fedélzetén lezuhan egy venezuelai katonai helikopter a Kolumbiával közös határ ellenőrzése közben. A szerencsétlenségben egy civil veszti életét, a többi áldozat a venezuelai hadsereg tagja, köztük egy tábornok.[23]
- május 9. – Tizennégyen megsebesülnek, öten kórházba kerülnek a Lufthansa német légitársaság München és Lisszabon között viharba került Airbus A321 típusú gépén, amelynek fedélzetén 147 utassal Genfben kellett kényszerleszállást végrehajtania.[24]
- május 20. – Az Indonéz Légierő C–130 Hercules szállítógépe – 112 fővel (katonával és családtagjaikkal) a fedélzeten – leszállás közben házakra zuhan, majd egy rizsföldön megállva kigyullad. (A katasztrófában 101 ember meghalt, köztük 14 gyerek.)[25]
- május 22. – Lezuhan egy Beechcraft King Air típusú kétmotoros repülőgép a dél-brazíliai Trancoso melletti idegenforgalmi központ repülőterén, a fedélzetén tartózkodó 11 ember szörnyethal.[26]

### június
- június 1. – Az Atlanti-óceánba zuhant az Air France Rio de Janeiro-ból Párizsba tartó Airbus A330 típusú menetrend szerinti járata, fedélzetén 216 utassal és 12 főnyi személyzettel.[27][28]

- június 9. – A kínai határtól 80 kilométernyire, Tato falu közelében lezuhan az Indiai Légierő An–32 típusú szállító repülőgépe. A fedélzeten lévő 13 katona életét veszíti a légi balesetben.[29]
- június 15. – A párizsi légiszalonon a Malév szándéknyilatkozatot ír alá 30 Szuhoj Superjet 100 vásárlásáról.[30]
- június 21. – Az Azur Helicoptere társaság helikoptere a franciaországi Ain megye kietlen területen egy hegyoldalba vágódik. A helikopter balesetben a pilóta és hat utasa a helyszínen meghal.[31]
- június 26. – A brazil haditengerészet leállítja a lezuhant Air France A330-as Airbus utasszállító gép utáni kutatást.[32]
- június 30. – A Yemenia légitársaság 626-os számú járata (IY627) az Indiai-óceánba zuhant a Madagaszkár közelében fekvő Comore-szigetek közelében. A 7O–ADJ lajstromú Airbus A310–304 típusú utasszállító repülőgép fedélzetén 153 fő tartózkodott (142 utas és 11 fős személyzet). A járat a Szanaa-i nemzetközi repülőtérről (Sana'a International Airport, IATA: SAH; ICAO: OYSN) a Comore-i fővárosba, Moroniba tartott, bonyolult időjárási körülmények között próbált meg a leszálláshoz felkészülni. Két francia katonai repülőgép – köztük egy Transall C–160 – és egy francia hadihajó is a térségbe indult Mayotte-ról és Réunion-ról. Találtak holttesteket és egy túlélőt is.[33][34][35][36][37]

### július
- július 2. – Lezuhan a brit Királyi Légierő Leuchars-i honi bázisú 43. Századának (43 Squadron) egyik Tornado F.3 vadászrepülőgépe gyakorlórepülés közben a Nyugat-skóciai, Argyll régióban. Mindkét pilóta – Kenneth Thompson (27) és Nigel Morton (43) hadnagyok (Flight Lieutenant) – életét veszti.[38]
- július 6. – Helikopterbalesetben meghal a NATO vezette afganisztáni nemzetközi biztonsági erők (ISAF) két kanadai és egy brit katonája Zábul tartományban, amikor a gép rögtön felemelkedés után – sikertelen kényszerleszállása során – földnek csapódik.[39]
- július 7. – Gyakorló repülés közben a Belgrád melletti Batajnica katonai repülőtéren – feltehetően hajtóműhiba miatt – 9.10-kor lezuhan a Szerb Légierő egyik MiG–29A vadászrepülőgépe. A lezuhanó roncsok miatt egy földön tartózkodó katona a helyszínen, a pilóta a katapultálást követően a kórházban életét veszti.[40]
- július 15. – A felszállás után, Teherántól északnyugatra kigyullad, majd lezuhan az iráni Caspian Airlines Tu–154M repülőgépe, a fedélzeten tartózkodó 169 ember meghal.[41]
- július 18. – A dunakeszi repülőtéren tartott ballonvadászat során lezuhan a Malév Repülőklub Zlín Z–142 típusú sportrepülőgépe. A pilóta súlyos sérüléseket szenved, egy földön tartózkodó személy életét veszti.
- július 20. – Megérkezett az MH 47. Bázisrepülőtérre a NATO SAC első C–17 Globemaster III nehéz szállító repülőgépe, melyet még további kettő fog követni.[42]
- július 22. – Lezuhant Volgográd közelében a Gazprom egyik Mi–8-as helikoptere. A katasztrófának hat halálos áldozata van. A gépet a Lukoil nevű cég bérelte ki, mérnökei utaztak rajta.[43]

### augusztus

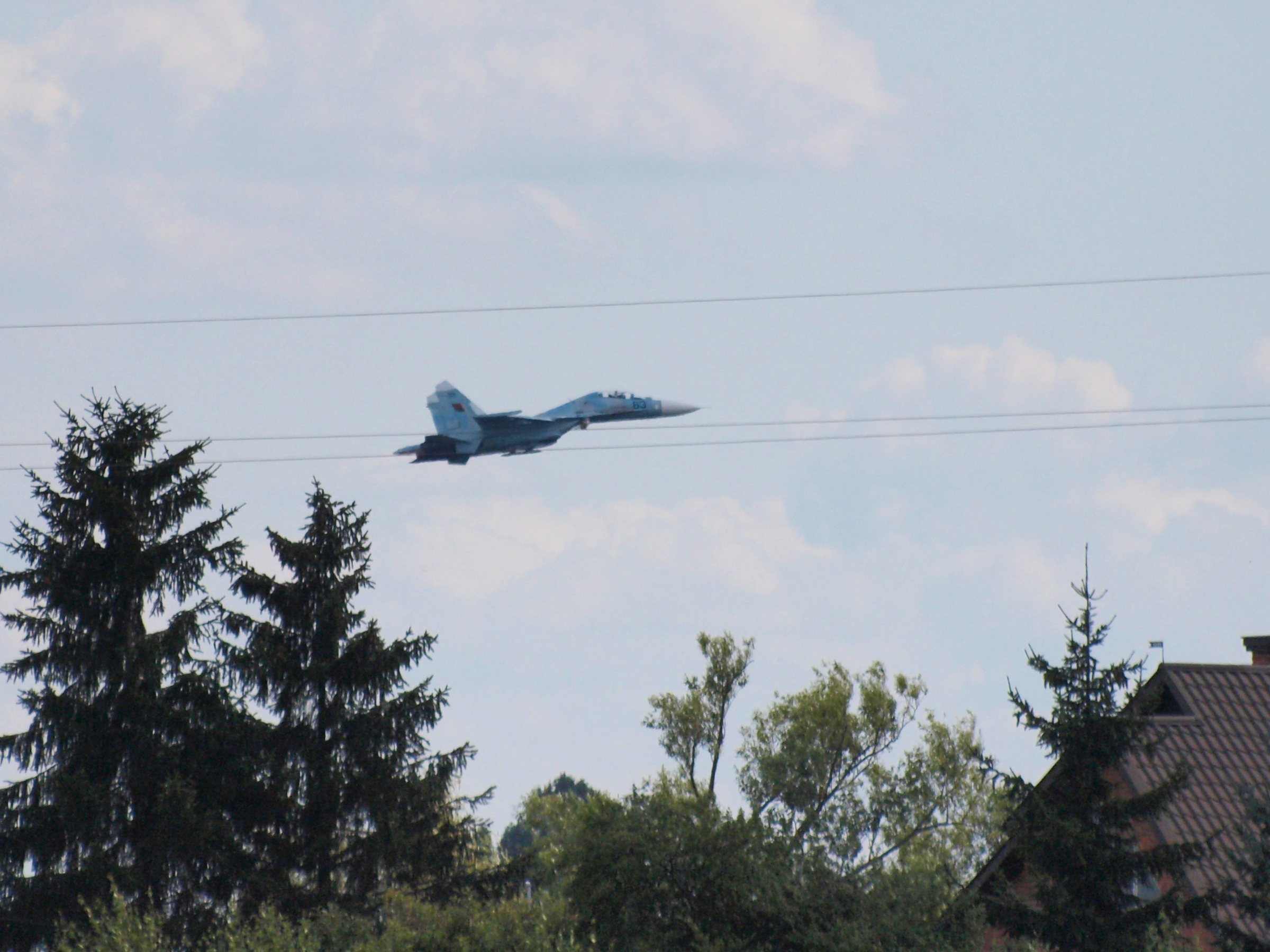
A Fehérorosz Légierő Szu–27UBM repülőgépe másodpercekkel lezuhanása előtt, a radomi repülőtér közelében

- augusztus 2. – Eltűnt egy utasszállító repülőgép 16 emberrel a fedélzetén Indonézia keleti részén. A két légcsavaros Twin Otter típusú légi jármű az egyik legnagyobb pápuai repülőtérről, a Sentaniról szállt fel, és úti célja az 50 percre lévő Oksibil városa volt. A légiirányítóknak több mint négy óra után sem tudtak semmit a gépről. A gépet 3 és fél órára elegendő üzemanyaggal töltötték fel.[44]
- augusztus 6. – Kihermetizálódás miatt kényszerleszállást hajt végre Ferihegyen a Jet2 fapados légitársaság Izraelből Nyugat-Európába tartó Boeing 757–200-as utasszállító repülőgépe.[45]
- augusztus 11. – Lezuhant a Pápua Új-Guinea-i hegyek között egy utasszállító kisgép, amely Port Moresbyből egy népszerű üdülőhelyre, Kokodába tartott tizenhárom emberrel a fedélzetén. A roncsokat lokalizálták, nem tudni, mi történhetett a gépen tartózkodókkal.[46]
- augusztus 16. – A MAKSZ 2009 légiszalonra gyakorlás közben Zsukovszkij közelében összeütközik az Orosz Légierő Russzkije Vityazi bemutató csoportjának két Szu–27UB típusú repülőgépe. A pilóták katapultálnak, de a csoport vezetőjének, Igor Tkacsenkónak az ejtőernyője lángra kap a repülőgéptől, emiatt a földbe csapódik és életét veszti. A baleset kivizsgálása után a műszaki hiba lehetőségét kizárták.[47]
- augusztus 22. – A Malév egyik Budapestre tartó Boeing 737-ese oszlopnak ütközik a bukaresti Henri Coandă nemzetközi repülőtéren. Sérültek nincsenek.[48]
- augusztus 30. – A lengyelországi Radom repülőterén tartott légibemutatón lezuhan a Fehérorosz Légierő Szu–27UBM típusú vadászrepülőgépe. A gép roncsai Małęczyn falutól mintegy 100 méterre zuhannak le, a két pilóta, Aljakszandar Marficki és Aljakszandar Zsuravlevics ezredesek életüket vesztik.

### szeptember
- szeptember 4. – A bombay-i repülőtéren, felszállás közben – 213 utassal a fedélzetén – kigyullad az Air India légitársaság Boeing 747-es, Rijádba tartó repülőgépének hajtóműve.[49]
- szeptember 7. – Lezuhan az olasz hegyi mentők helikoptere az Alpokban; a fedélzetén utazók közül hárman életüket vesztik, egy negyedik utas pedig életveszélyesen megsérül.[50]
- szeptember 8. – Lezuhan a kazah határőrség Mi–8 típusú helikoptere – hat fegyveres bűnöző üldözése során – a közép-ázsiai ország déli részén, az Üzbegisztánnal határos területen lévő Ugam kanyonban. A balesetben tízen meghalnak, hárman pedig megsérülnek.[51]
- szeptember 11. – Felbocsátják az első japán teherűrhajót, a HTV1-et.[52]
- szeptember 13. – Rutinrepülés közben lezuhan az Izraeli Légierő egyik F–16-os vadászgépe a ciszjordániai Hebron közelében; a balesetben a pilóta, Assaf Ramon (Ilan Ramon, a Columbia űrrepülőgép 2002-es katasztrófájában életét vesztett űrhajós legidősebb fia) életét veszíti.[53]

### október
- október 15. – Az Amerikai Légierő két F-16-os vadászgépe összeütközik az Atlanti-óceán felett. Az éjszakai repülési gyakorlaton részt vevő vadászgépek egyike az ütközés után az óceánba zuhant, míg a másik visszaért a Dél-Karolina állambeli Charleston melletti légibázisra és biztonságban landolt.[54]
- 2009. október 27., Minszk. Az orosz S-Air légitársaság egyik repülőgépe lezuhant egy mocsaras területen a fehérorosz főváros közelében. A gépen utazó 3 fő utas és 3 fő személyzet közül 5 fő életét vesztette.[55]

### november
- november 6. – Az orosz RIA Novosztyi hírügynökség jelentése szerint lezuhan az Orosz Haditengerészet egyik Tu–142M felderítő repülőgépe a Távol-Keleten, a Tatár-szoros partjaitól 20 km-re, helyi idő szerint 21:19-kor (11:19 UTC). A fedélzeten tartózkodó 11 fős személyzet valószínűleg életét vesztette.[56]
- november 8. – A Bagdadtól északra fekvő Szalaheddin tartományban, leszállás közben a talajba csapódik az Amerikai Légierő egyik helikoptere, s a gép két pilótája életét veszíti.[57]
- november 23. – A pisai felszállás után közvetlenül lezuhan az Olasz Légierő 47. dandárjának C–130J Herculese, ötfős személyzete életét veszti.[58]
- november 30. – Lezuhan az Indiai Légierő Szu–30MKI vadászbombázója, kétfős személyzete (köztük az ezred parancsnoka) sikeresen katapultál. Idén ez volt a 13. elvesztett repülőgépük, ezen belül a második Szu–30MKI, a 2000 utáni időszakot tekintve 2009 így az amúgy is rossz baleseti statisztikákkal rendelkező Indiai Légierő egyik legrosszabb éve. Az elsődleges vizsgálatok szerint az egyik hajtómű meghibásodás miatt kigyulladt.[59]

### december

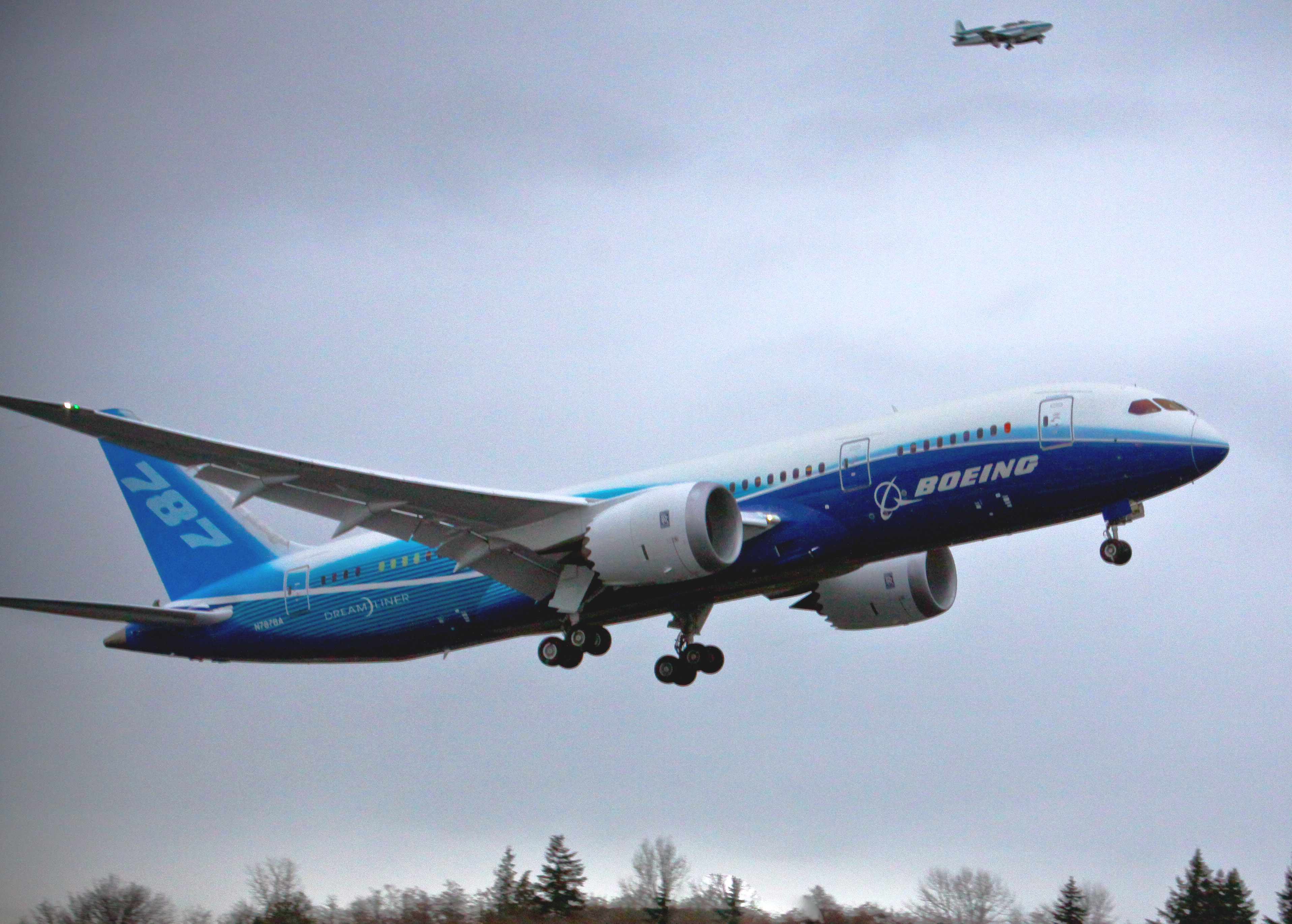
A Boeing 787 Dreamliner első szűzfelszállása. A háttérben az egyik T–33 Shooting Star kísérőgép

- december 3. – Az afganisztáni Ghazni tartományban, Kabul délnyugati részén kényszerleszállást hajt végre egy lengyel Mi–24 a katonai táborában. A gép összetörik, de senki nem sérül meg.[60]
- december 11. – Sevillában végrehajtja első felszállását az Airbus A400M katonai szállító repülőgép prototípusa.[61]
- december 15. – Seattleben végrehajtja első felszállását a Boeing 787 Dreamliner prototípusa.
- december 22. – Kingstonban az American Airlines 331-es járata viharban próbál meg leszállni a Norman Manley nemzetközi repülőtéren. A manőver közben túlfut a leszállópályán és három darabra törik. A balesetben sokan megsérülnek, halálos áldozat nem volt.[62]
- december 25. – Az amerikai Northwest Airlines Amszterdamból Detroitba tartó járatán a nigériai Umar Faruk Abdulmutallab egy – az alsónadrágjába rejtett – bombát próbált felrobbantani, azonban csak magában tett vele kárt.[63]

## Első felszállások
- december 11. – Airbus A400M[64]
- december 15. – Boeing 787 Dreamliner